# أحمد شفيق بهجت
أحمد شفيق بهجت (15 نوفمبر 1932 – 11 ديسمبر 2011)، كاتب وصحفي مصري، متزوج ولدان. حصل على ليسانس حقوق من جامعة القاهرة.

## المناصب
- صحفيا بجريدة أخبار اليوم (1955)
- صحفيا بمجلة صباح الخير (1957)
- صحفيا بجريده الأهرام (1958)
- رئيس مجلس الإدارة ورئيس تحرير مجلة الإذاعة والتليفزيون (1976)
- نائب رئيس التحرير للشئون الفنية بجريدة الأهرام منذ (1982)

## قالوا عنه
في احتفالية نظمتها دار الشروق احتفالا بعيد ميلاد الكاتب الساخر أحمد بهجت السابع والسبعين، حضر رئيس مجلس إدارة الدار المهندس إبراهيم المعلم وقائع الاحتفال، مشيرا في كلمته إلى أن كتاب «أنبياء الله» لبهجت طبعتْ منه الشروق 36 طبعة. ونقلت صحيفة «الشروق» المصرية عن الروائي علاء الأسواني قوله إن الكاتب الشاب يبحث في بداية طريقه عن نموذج، وأنه وجد نموذجه في شخص وكتابة أحمد بهجت، صاحب القلم الذي يجمع بين الفن القصصي والعمود الصحفي والسخرية الراقية والتدين الصحيح.
وأضاف الأسواني إن عمود «صندوق الدنيا» تربتْ عليه أجيال، لأن الأستاذ بهجت يستطيع الإمساك بتفاصيل فكرته وتقديمها كاملة إلى القارئ في أقل عدد ممكن من السطور، مع إمكانيات القصة الواضحة، كما توقف عند مجموعته القصصية «ثانية واحدة من الحب» وقال أنه يمكنه الحديث ساعات عن كل قصة منها، إضافة إلى كتابه الرائع «قصص الحيوانات في القرآن» الذي لم يكتف فيه بإيراد القصة كما جاءت في القرآن إذ راح يحلق بها في آفاق الفن الصافية.
الكاتب بلال فضل بدأ بنظرة اعتذار إلى صديقه المخرج خالد أحمد بهجت ثم قال: لا بد أن أعترف أنني صادقت خالد لأتخذه معبرا إلى معرفة والده، الذي له دين في عنقي لا أنساه، إذ إنني ولدت في بيت لا يتعاطى سوى الكتب الدينية التي اقترنت عندي بتوبيخ أبي لي، مما جعلني أنفر من تلك الكتب، حتى وقع في يدي كتاب الأستاذ بهجت «أنبياء الله» فعرفت كيف يمكن أن يكون المتدين رقيقا وبسيطا وفاهما لحقائق الدين، وواصل بلال: أما كتابه «مذكرات صائم» فهو الكتاب الذي لا أكف عن الرجوع إليه. ورأى الكاتب المصري والمحلل محمد حسنين هيكل أن أحمد بهجت صحفي من طراز فريد، وقد اختاره لتغطية زيارة الرئيس جمال عبد الناصر للأهرام. أما صاحب الحفل الأستاذ أحمد بهجت فقال: كل جميل كتبته كان الأستاذ هيكل وراؤه، فهو صاحب فكرة أن أكتب كتابي «يوميات صائم». كان يكتل عمود «صندوق الدنيا» اليومي في جريدة الأهرام المصرية.

## الإذاعة
كان الكاتب أحمد بهجت هو معد البرنامج الإذاعي الشهير (كلمتين وبس) والذي كان يقدمه الفنان فؤاد المهندس والذي طرح على مدار 30 عام على إذاعة البرنامج العام من القاهرة، والذي ينتقد الكثير من الأوضاع السلبية بالمجتمع ويلقي الضوء على القضايا الهامة.

## مؤلفاته
- مذكرات زوج
- مذكرات صائم
- أنبياء الله
- أحسن القصص
- الطريق إلى الله
- قميص يوسف
- الله في العقيدة الإسلامية
- بحار الحب عند الصوفية
- قصص الحيوان في القرآن (رواية)
- صائمون.. والله أعلم
- حوار بين طفل ساذج وقط مثقف
- تحتمس 400 بشرطة
- ثانية واحدة من الحب
- تأملات في عذوبة الكون
- ناقة صالح
- فيل أبرهة
- حوت يونس
- هدهد سليمان
- الملك طالوت والنهر
- تأملات مسافر
- نبأ ابني آدم والغراب

## وفاته
رحل أحمد بهجت يوم الأحد 15 محرم 1433 هـ الموافق 11 ديسمبر 2011 بعد صراع طويل مع المرض